# Elst (Gheldria)
Elst è una località e un'ex-municipalità dei Paesi Bassi situata nella provincia della Gheldria. Soppressa il 1º gennaio 2001, il suo territorio, assieme ai territori dei comuni di Heteren e Valburg, è andato a formare la nuova municipalità di Overbetuwe.
La località di Elst è diventata il capoluogo della nuova municipalità.